# Ambrogio da Rosate
Ambrogio da Rosate (Milano, 1437 – Milano, 1522) è stato un medico e astrologo italiano.

## Biografia
Noto anche come Ambrogio Varese da Rosate, era figlio di Bartolomeo, medico.
Laureatosi in medicina all'Università di Pavia nel 1461, fu attivo alla corte dei duchi di Milano come astrologo e archiatra di Ludovico il Moro. Fu consultato in occasione di eventi particolari, come l'ora ideale per l'inizio della rappresentazione della Festa del Paradiso ideata da Leonardo da Vinci in occasione delle nozze tra Gian Galeazzo Maria Sforza e Isabella d'Aragona, o la data più propizia per le nozze del Moro con Beatrice d'Este. Forse la morte di papa Innocenzo VIII sarebbe stata predetta pochi giorni prima da Ambrogio, a cui il Pontefice si era rivolto per venire a conoscenza del proprio stato di salute.. Per i suoi servigi, Ambrogio venne eletto senatore ducale e gli fu conferito il feudo del Borgo e la pieve di Rosate.
Ludovico il Moro fu ossessionato dall'astrologia, tanto che i cortigiani ferraresi notavano che a Milano nulla si faceva senza che Ambrogio da Rosate avesse prima consultato gli astri. Questi si guadagnò l'illimitata fiducia del Moro dopo avergli salvato la vita da una gravissima malattia - presunto avvelenamento - che lo travagliò dal giugno 1487 al marzo 1488, e che lo ridusse in fin di vita. A riguardo del Moro Marin Sanudo scriveva che, nella disperazione della fuga, solo maestro Ambrogio "con la speranza [che] li dà lo mantien in vita".
Ebbe un figlio, Galeazzo, medico che morì nel 1524.